# Датула
Датула или урмина палма (лат. Phoenix dactylifera) је биљка из породице палми (Arecaceae), једина у овом роду која се узгаја због плодова (урме). Име рода је древна реч, коју помиње још Теофраст, а указује на то да су старе Грке са овим биљкама упознали Феничани. Сама врста име је добила по својим јестивим плодовима, датулама (dáktulos = прст, због издуженог облика плода).
Иако њено тачно место порекла није познато због дугог узгајања, оне вероватно потичу из регије Плодног полумесеца који се протеже између Египта и Месопотамије. Датула се широко узгаја широм Северне Африке, Блиског истока, Афричког рога и Јужне Азије, и натурализована је у многим тропским и суптропским регионима широм света. P. dactylifera је типска врста рода Phoenix која садржи 12–19 врста дивљих палми датула и главни је извор комерцијалне производње.
Дрвеће датула обично достиже висину од око 21—23 m (69—75 ft), расте појединачно или ствара груду са неколико стабљика из једног коренског система. Плодови датула (урме) су овално-цилиндричне, дуге од 3 до 7 cm и пречника око 2,5 cm, у распону од светло црвене до светло жуте боје, у зависности од сорте. Са око 61-68% шећера по маси кад се осуше, урме су врло слатко воће.
Урме су хиљадама година основна храна Блиског истока и долине Инда. Постоје археолошки докази о узгоју датула у Арабији од 6. миленијума пре нове ере. Укупна годишња светска производња урми износи 8,5 милиона метричких тона, а земље Блиског истока и Северне Африке су највећи произвођачи. Године 2019. знања, вештине, традиција и пракса повезани са датулом уврштени су на Унескову листу нематеријалног културног наслеђа човечанства, као културно наслеђе народа земаља Арапског света.

## Историја
Фосилни записи показују да датула постоји најмање 50 милиона година.
Урме су хиљадама година основна храна Блиског истока и долине Инда. Верује се да су датуле пореклом из данашњег Ирака. Постоје археолошки докази о узгоју датула у Мергару око 7000. п. н. е, неолитској цивилизацији у данашњем западном Пакистану, и у источној Арабији између 5530. и 5320. године пре нове ере, и гаје се од давнина од Месопотамије до праисторијског Египта. Древни Египћани су од плодова датуле производили вино, и јели их у сезони бербе. Докази о узгоју се континуирано налазе током каснијих цивилизација у долини Инда, укључујући и период Харапа од 2600. до 1900. п. н. е. Древни Јевреји су од воћа правили вино, сирће, хлеб и колаче, такође користећи коштице воћа за тов стоке, а дрво за израду посуђа.
У Древном Риму палмини листови који су кориштени у тријумфалним поворкама да би симболизовали победу били су највероватније они од врсте Phoenix dactylifera. Датула је била популарна баштенска биљка у римским перистилним вртовима, мада не би уродила плодом у умеренијој клими Италије. Она је препознатљива на фрескама из Помпеје и другде у Италији, укључујући баштенску сцену из Куће венчања Александра.
У каснијим временима трговци су ширили датуле по југозападној Азији, Северној Африци и Шпанији. Урме су у Мексико и Калифорнију увели Шпанци 1765. године, око Мисије Сан Игнацио.
Култивар палме датуле, вероватно оно што се некад називало јудејском датулом, познат је по свом дуговечном ортодоксном семену, које је успешно никло након случајног складиштења током 2000 година. Горња временска граница преживљавања правилно ускладиштеног семена остаје непозната.
Геномска студија Абу Даби центра за геномику и системску биологију Њујоршког универзитета показала је да су припитомљене сорте датула пореклом из северне Африке, укључујући добро познате сорте попут Медџул и Деглет Нор. Оне су хибрид између палми датула са Блиског истока и критске дивље палме P. theophrasti. Палме датуле појављују се у археолошким записима у Северној Африци од пре око 2.800 година, што сугерише да су хибрид ширили Минојци или Феничани.

## Услови раста
Тражи потпуно отворене и осунчане положаје. Земљиште не бира, а у сувој клими може поднети ниске температуре -10 до -15 °C.

## Изглед
Стабло је висине 20, некада и преко 30 метара. Прекривено је остацима основа сасушених лисних петељки. На врху стабла образује се круна од листова. Само стабло никада се не грана, али уз труп могу нићи нови изданци.
Листови су непарно перасти, дуги до 6 м. Лучно су повијени, модро зелене боје. Лиске листова су на врху ушиљени, а петељке трновите. Биљке су дводоме, а цветови су ситни, скупљени у разгранате клипове. Плод је јестива, цилиндрично елипсоидна, једносемена коштуница чији је меснати омотач јестив, веома укусан и хранљив. Размножава се семеном или изданцима који ничу уз стабло.
- Круна датуле, са зрелим плодовима и дебло прекривено остацима сасушених лисних петељки
- Датула у цвету

## Датуле у арапском свету
Међу арабљанском флором датула држи прво место. Она даје најраспрострањенији и најцењенији плод - урму (арап. tamr).
Заједно са млеком, урма чини главни састојак дневног бедуинског јеловника и, изузев камиљег меса, једина је њихова тврда храна. Кисело пиће од урме (арап. nabldh) веома је тражено. Од њених истуцаних коштица праве се колачићи, који су свакодневна храна камила. Поседовати „две црне ствари“ (арап. al-aswadân), тј. воду и урме, сан је сваког Бедуина. Говоре да је Пророк Мухамед наредио: „Поштуј своју тетку, палму, која је направљена од исте земље као и Адам.“
Арапски писци наводе сто врста датула у Медини и око ње. Ова „краљица арабљанских стабала“ вероватно је увезена са севера, из Месопотамије, где је палма била главни објекат који је рано привукао човека у те крајеве.

### Нематеријално културно наслеђе
Датула је вековима била повезана са становништвом арапског света као и кључни облик исхране, али истовремено и као извор бројних повезаних заната, професија и друштвених и културних традиција, обичаја и пракси. Као носиоци и практичари ових активности појављују се власници фарми и фармери, занатлије који израђују традиционалне производе користећи разне делове палме, трговци, креативни појединци и извођачи народне уметности повезане са датулом (приче, песме...). Знање, вештине, традиција и обичаји повезани са датулом одиграли су кључну улогу у јачању веза између људи и земаља у арапском региону, помажући им да се суоче са изазовима суровог пустињског окружења.
Овај историјски однос створио је богато културно наслеђе повезаних обичаја, знања и вештина људи у региону, које се одржало до данас. Вековни развој ових елемената показује посвећеност локалних заједница посвећене његовом одржавању кроз колективно учешће у вишеструким активностима везаним за датулу и бројним свечаним ритуалима, традицијама и обичајима. Године 2019. знања, вештине, традиција и обичаја повезани са датулом уврштени су на Унескову листу нематеријалног културног наслеђа човечанства, као културно наслеђе Бахреина, Египта, Ирака, Јордана, Кувајта, Мауританије, Марока, Омана, Палестине, Саудијске Арабије, Судана, Туниса, Уједињених Арапских Емирата и Јемена.

## Производи од датуле

### Плодови - урме и њихова нутритивна вредност
Урме су богате обиљем храњивих материја и одличан су извор калијума, магнезијума, мангана, гвожђа и фосфора. Такође је значајно и присуство минерала у траговима: бора, бакра, селена и цинка. Урме имају калоријску вредност од 282 кцал/100 г, што значи да спадају у најкалоричније воће. Суви плодови садрже 70% шећера. Масти готово да и нема, као ни беланчевина. На воду отпада око 20%. Од витамина урме садрже готово искључиво комплекс Б витамина. Урме се могу конзумирати свеже или суве. У Арапском свету постоји безброј употреба за урме: од слаткиша, додатка јелима, пудинга, додатка хлебу, намаза, сирупа, сирћета и безалкохолних пића. Када се муслимански пост рамазан заврши, обично се прво једу урме.
Урме играју кључну улогу као намирница у кризним ситуацијама, попут поплава, земљотреса, рата и суша, као главна храна становништва у сиромашним подручјима, посебно у земљама трећег света, које се суочавају са проблемима потхрањености и глади.
Урме се у прехрамбеној индустрији користе на много начина, а неки од производа су:
- сок од урми,
- нектар (мед) од урми,
- течни шећер,
- сируп,

и различита јела, каква су:
- урмино сирће,
- алкохол,
- алва са урмама,
- чипс и слаткиши,
- лаваш са урмама,
- сосови и преливи,
- пасте и намази,
- компоти, мармелада, џемови,
- сточна храна.[24]

#### Производња урми
Савремене плантаже датула се плански подижу и експлоатишу широм света, где год то климатски услови дозвољавају.
| Првих десет произвођача урми у 2007. години (1000 тона) | Првих десет произвођача урми у 2007. години (1000 тона) |
| ------------------------------------------------------- | ------------------------------------------------------- |
| Египат                                                  | 1,313.69                                                |
| Иран                                                    | 1,000.00                                                |
| Саудијска Арабија                                       | 982.54                                                  |
| УАЕ                                                     | 755.00                                                  |
| Пакистан                                                | 557.52                                                  |
| Алжир                                                   | 526.92                                                  |
| Ирак                                                    | 440.00                                                  |
| Судан                                                   | 332.00                                                  |
| Кина                                                    | 255.87                                                  |
| Либија                                                  | 175.00                                                  |
| Укупно у свету                                          | 6338.54                                                 |
| Извор: УН Организација за храну и пољопривреду          |                                                         |

### Остали производи
Осим плода, и остали делови палме се могу користити у различите сврхе:
- Лишће и гране користе се за производњу корпи, врећа, простирки, плетених посуда и ситних украсних предмета.
- Од коштица се добија уље са активним угљем, лаурил алкохол, површински активни састојци, маст од палмових зрна (за раст трепавица). Од остатака при преради коштица прави се сточна храна. У пустињи се коштице урми суше и мељу у брашно од ког се прави хлеб, или се намаче водом и од њега се прави храна за камиле. Коштице се такође могу пржити и самлети и од њих се прави укусан напитак сличан кафи.[24]
- Датула или урмина палма је веома декоративна, те се често користи и као украсна врста.[22]

## Болести
Једна од најопаснијих болести која последњих деценија напада палме је црвени палмин сурлаш (Rhynchophorus ferrugineus), врста инсекта из породице сурлаша (Curculionidae), такође познат и као азијски палмин жижак. Ларве црвеног палминог сурлаша у деблу палме могу да копају рупе дугачке и до 1 м, што доводи до слабљења биљке домаћина и на крају до њеног угинућа. Због тога се овај инсект сматра главном штеточином у плантажама палми, укључујући кокосове палме, урмине палме и палме из којих се добија палмино уље.
Црвени палмин сурлаш напада 19 врста палми широм света. Иако је први пут примећен на кокосовим палмама у Југоисточној Азији, своје упориште нашао је, у протекле две деценије, на урминој палми у више земаља Блиског истока, а затим се проширио на Африку и Европу. Преношење заразе потпомогнуто је уношењем инфицираног садног материјала из заражених у незаражена подручја. У области Медитерана црвени палмин сурлаш наноси озбиљне штете феникс палмама (Phoenix canariensis). Тренутно, зараза је пријављена у око 15% свих земаља произвођача кокоса у свети светске кокос земљама у развоју и у скоро 50% земаља у којима се узгаја урмина палма.

## Галерија
- Сукари
- Амари
- Асил
- Енгоу
- Арикти
- Беџоу
- Биср хелоу
- Гунда
- Госби
- Грана хамрајске датуле
- Хиса
- Хиса
- Кента
- Кентичи
- Узгој и прерада датула у Пакистану
- Лагоу
- Тузерзајет из Туниса
- Транџа
- Палма датула са воћем на фарми датула Абдул Азиз у Медини
- Гроздови зрелих и сувих датула на фарми Курама Абдуле Бајве у Медини.
- Палме датуле у Јуми у Ариѕони
- Палмерал де Елче у јужној Шпанији
- Датуле из Алгарве, Португалија
- Палме датуле у Бехбехану, Иран
- Палме датуле у пустом селу у Бехбахану у Ирану
- Палме датуле у Бехбахану
- Стабла палми датула у Белуџистану у Пакистану
- Стабла палми датула код Бадшахи џамије, Лахор, Пакистан
- Свеже урме
- Medjool date